# Stelling van Rademacher
In de wiskundige analyse stelt de stelling van Rademacher, genoemd naar de Duitse wiskundige Hans Rademacher, het volgende: Als {\displaystyle U} een open deelverzameling van {\displaystyle \mathbb {R} ^{n}} is en tevens geldt dat 
{\displaystyle f:U\to R^{n}}
Lipschitz-continu is, dan is {\displaystyle f} bijna overal in {\displaystyle U} Fréchet-differentieerbaar (dat wil zeggen dat de punten in {\displaystyle U}, waar {\displaystyle f} niet differentieerbaar zijn een verzameling vormen met Lebesgue-maat nul).